# 쓰키지역
쓰키지역(일본어: 築地駅 쓰키지에키[*])은 일본 도쿄도 주오구 쓰키지에 있는 철도역이다.

## 역 구조
상대식 승강장 2면 2선의 지하역. 역 출입구는 각각 상,하행 승강장과 직결되며, 승강장 중앙부에 지하통로가 연결되어 있다.
1,2번 출입구와 개찰 외 콩코스 사이에는 계단 외, 엘리베이터도 설치되어 있다. 화장실은 1번 승강장 나카메구로 방향 쪽의 개찰구를 나오고 왼쪽에 있는 다기능 화장실을 병설하는 곳에 위치한다. 1번 출입구에는 보도에 거울이 설치되어 있다.

### 승강장
| 1 | 히비야 선 | 긴자・롯폰기・나카메구로 방면                        |
| 2 | 히비야 선 | 우에노・기타센주・도부 동물공원・미나미쿠리하시 방면 |

## 역세권 정보
- 닛칸 스포츠 신문사
- 덴쓰 쓰키지 빌딩
- 도쿄만
- 스미다강
- 신토미초역(유라쿠초 선, 환승역)
- 쓰키지 시장(2018년 10월 6일 영업 종료)
- 쓰키지시조 역(오에도 선)
- 아사히 신문사 본사
- 주오구청
- 주오구 보건소

## 역사
- 1963년 2월 28일: 영업 개시.
- 1995년 3월 20일: 도쿄 지하철 사린 사건이 발생. 당역은 제도고속도교통영단의 역으로서 가장 많은 피해자를 냈다.
- 2018년 3월 17일: 유라쿠초 선 신토미초역과 환승역이 됨.
- 2020년 6월 6일: 도라노몬 힐스 역이 영업을 개시함에 따라 역 번호를 H 10에서 H 11으로 변경.

## 인접역
| 도쿄 메트로 2호선               | 도쿄 메트로 2호선 | 도쿄 메트로 2호선           |
| ------------------------------- | ----------------- | --------------------------- |
| H 10 히가시긴자 나카메구로 방면 | 히비야 선         | 핫초보리 H 12 기타센주 방면 |